# Mouth taping
Mouth taping (MT) (tejpování úst na noc) má být metoda, která má mít podle svých zastánců mnoho benefitů, jako je zvýšení kvality spánku nebo zmírnění příznaků poruchy pozornosti s hyperaktivitou (ADHD). Na účinky MT však neexistují kvalitní studie a odborníci před ním varují.

## Metoda
Mouth taping se roku 2022 jako rychle sílící populární trend objevilo na TikToku. Jde o přelepení úst páskou na noc, aby tak rty zůstaly semknuté a podpořilo se tak dýchání nosem.

### Benefity
MT má na napomoci například s:
- příznaky poruchy pozornosti s hyperaktivitou (ADHD)
- poruchami dýchání ve spánku
- suchem v ústech
- omezením tvorby zubního kazu
- omezením onemocnění dásní
- kvalitou dechu (zkažený dech)
- zpomaleným růstem u dětí
- sníženými kognitivními schopnostmi
- omezením chrápání
- snížením krevního tlaku
- filtrováním alergenů
- regulací teploty dechu
- snížením úzkosti

## Studie
Na podporu těchto tvrzení však neexistují žádné kvalitní studie. Jedna malá studie zjistila, že tejpování úst snížilo chrápání u 30 účastníků. Jiný výzkum na 36 astmaticích však nezjistil, že by se jejich stav po tejpování úst zlepšil. Studie provedená v roce 2022 navíc zjistila, že 10 jedinců se ve spánku pokoušelo dýchat ústy i poté, co jim byla ústa zalepena.

Podle Dr. Federica Cerroneho, specialisty na spánkovou medicínu ze společnosti Atlantic Health System, teoreticky může ústní páska snížit chrápání a dýchání ústy během spánku, ale současně se domnívá, že rizika převažují nad přínosy. „Je to neuvěřitelně nebezpečné a pravděpodobně se jedná o rychlé řešení namísto léčby příčiny.“

### Rizika Mouth tapingu
- ztížené dýchání
- zhoršení spánkové apnoe a jejích rizikových faktorů
- podráždění páskou nebo alergické reakce na ni
- narušení spánku

Alex Dimitriu, doktor psychiatrie a spánkové medicíny, zakladatel Menlo Park Psychiatry & Sleep Medicine a BrainfoodMD také upozorňuje, že dýchání ústy je potřebné při ucpání nosu. To se může objevovat například jako důsledek alergie, nemoci nebo infekce (například nachlazení), vychýlené nosní přepážky, nebo zvětšené turbináty (malé struktury v nose, které čistí a zvlhčují vzduch při jeho proudění nosní dutinou do plic). Dimitriu varuj, že místo pomoci dýchání bude mít MT pravděpodobně opačný účinek.

Chrápání může znamenat přítomnost spánkové apnoe, která je charakterizována častými nádechy a zástavami dechu během spánku. Carleara Weissová, poradkyně společnosti Aeroflow Sleep pro vědu o spánku a postdoktorandka v oblasti spánku a cirkadiánních rytmů, varuje, že i přes možné snížení chrápání může zalepování úst zhoršit spánkovou apnoe tím, že ztíží dýchání. V důsledku toho se pro daného člověka zvyšuje nebezpečí, jako jsou například srdeční infarkty. Weissová dále uvádí, že páska může svědit nebo vyvolat alergickou reakci na rtech a obličeji.

Dimitriu upozorňuje, že ve vzácných případech by se člověk mohl v důsledku pásky udusit nebo zvracet.